# Alex Black
Alexander Anthony ″Alex″ Black (nascido em Redwood City, Califórnia, 20 de abril de 1989) é um ator estadunidense que atua em filmes e na televisão, e ficou popularmente conhecido como Seth Powers, em Ned's Declassified School Survival Guide. Em 2009, ganhou um prêmio do Young Artist Awards.